# 충차

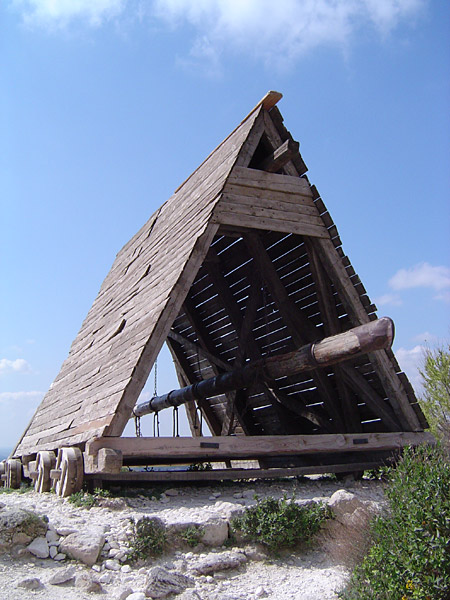
프랑스 샤토 데 보(Château des Baux)의 공성추 모형

충차(衝車, 영어: battering ram) 또는 충거, 공성추는 옛날 공성전에서 성문을 두들겨 부수기 위해 사용된 공성병기다.

## 같이 보기
- 충각